# Friedrich Christian von Wedderkop
Friedrich Christian von Wedderkop, früher auch Wedderkopp, (* 11. September 1697 in Tremsbüttel; † 12. Juni 1756 in Hamburg) war holstein-gottorfischer Minister, Generalpostmeister, Amtmann von Tremsbüttel, Domdechant zu Lübeck sowie Ritter des Alexander-Newski-Ordens.

## Leben

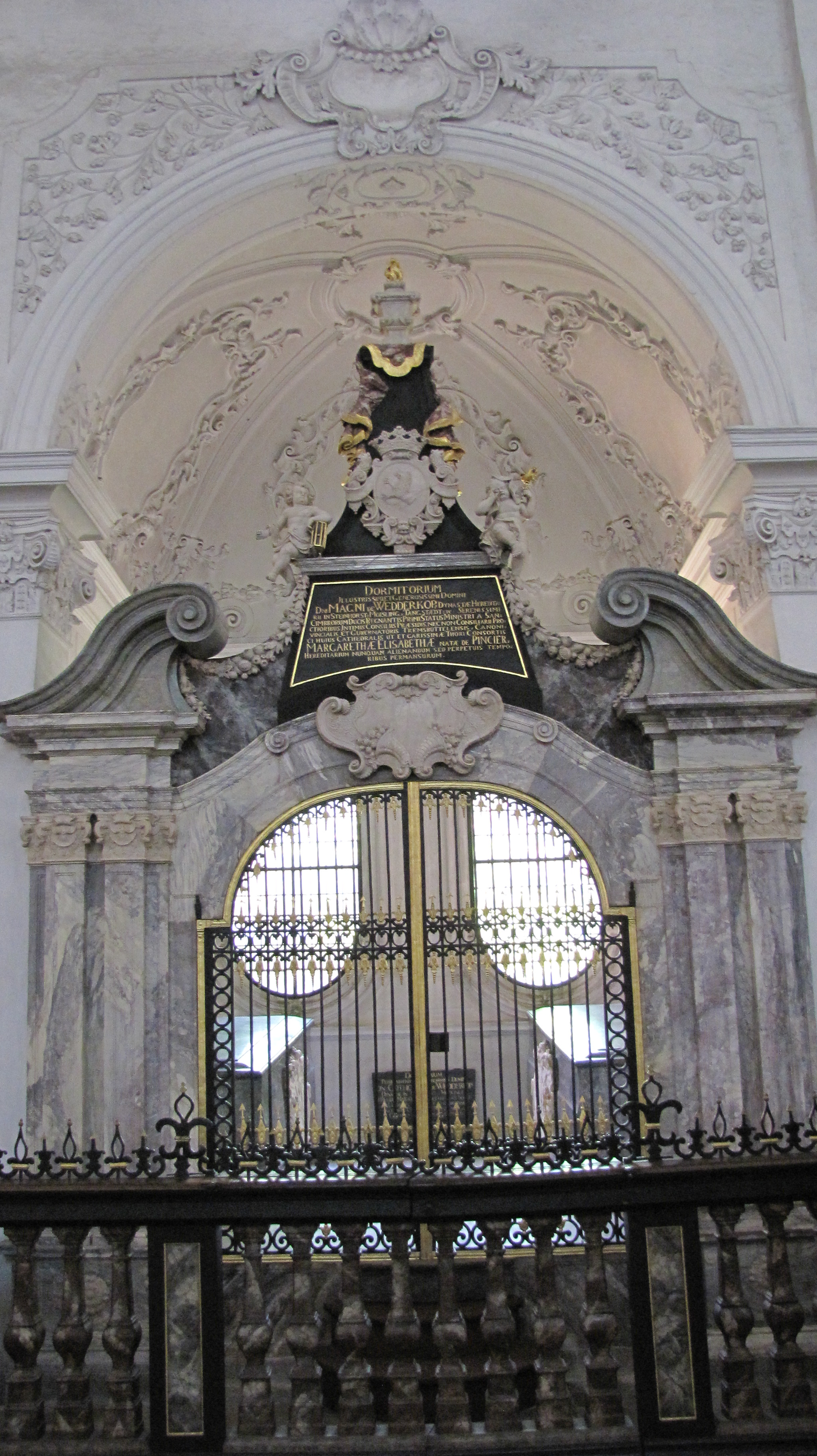
Wedderkop-Kapelle im Lübecker Dom

Er war ein Sohn von Magnus von Wedderkop und dessen Ehefrau Margaretha Elisabeth von Pincier († 1731), einer Urenkelin des ersten lutherischen Dekans des Lübecker Domkapitels Ludwig Pincier. 
Zusammen mit Benedikt von Ahlefeldt, Graf Otto Carl von Callenberg, Cyrill Johnsson von Wich (dessen Schwager er nach von Wichs Heirat mit Anna Catharina von Wedderkop wurde) und Jean Henri Desmercières übernahm von Wedderkop rückwirkend ab Ostern 1722 auf sechs Jahre die Direktion und Pachtung der bisher vom mecklenburgischen Hofrat Johann Georg Gumprecht geleiteten Hamburger Oper am Gänsemarkt. Ostern 1724 schied von Wedderkop allerdings bereits aus diesem Amt wieder aus.
Am 26. August 1727 wurde ihm der Heilige Andreas-Orden vom Herzog Karl Friedrich (Schleswig-Holstein-Gottorf) verliehen. 1742 wählte ihn das Lübecker Domkapitel als Nachfolger des verstorbenen Hans von Thienen zum Domdekan.
Von Wedderkop schenkte zusammen mit seinem Bruder, dem königlich-dänischen Landrat Gottfried von Wedderkop, und dem Kirchenjuraten Joachim Filter der Kirche Bargteheide die Kirchenuhr.
Er veranlasste 1748 die Gestaltung der von-Wedderkop-Kapelle im Lübecker Dom. Eine Sandsteinplatte mit lateinischer Inschrift an der Ostwand der Kapelle erinnert daran, dass er seinen Eltern „dieses Denkmal“ setzte.
Er war verheiratet mit Hedwig Sophie, geb. Pincier von Königstein (* 1696), einer Tochter von Johann Ludwig von Pincier. Die Söhne des Paares waren Magnus von Wedderkop (* 1717; † 1771), schwedischer Oberkammerherr und Hofmarschall, Domherr in Lübeck und Johann Ludwig von Wedderkop (1724–1777), letzter Gottorfischer Generalerbpostmeister sowie Regierungspräsident des Fürstbistums Lübeck.